# Alberto Liuzzi
Alberto Liuzzi (Arta Terme, 1º marzo 1898 – Trijueque, 12 marzo 1937) è stato un generale e calciatore italiano decorato con la medaglia d'oro al valor militare alla memoria nel corso della guerra di Spagna.

## Biografia
Discendente da antica famiglia di origine ebrea, suo padre il dottor Tullio era il medico di Arta Terme, sua cittadina natale, in provincia di Udine. Diplomatosi ragioniere nell'Istituto Tecnico di Udine; chiamato alle armi nell'aprile 1917, frequentò il corso allievi ufficiali presso la Scuola Militare di Modena dalla quale uscì a 19 anni con il grado di sottotenente di fanteria, specialità alpini e destinato al battaglione "Tolmezzo" dell'8º Reggimento alpini, con cui partecipò alla prima guerra mondiale, alla quale prese parte con il padre, meritando anche un encomio solenne dal comandante la 5ª Divisione e guadagnandosi due croci di guerra al valore militare. Promosso tenente nel gennaio 1919, venne congedato nel novembre dell'anno successivo.
Nel 1923, all'inizio del regime di Mussolini, si arruolò nella Milizia Volontaria per la Sicurezza Nazionale con il grado di centurione. Promosso console generale nell'ottobre 1936 (le leggi razziali furono emanate successivamente alla sua morte), nel gennaio successivo partì per la Spagna partecipando alla guerra civile con il Corpo Truppe Volontarie, al comando dell'XI gruppo «Banderas» della Divisione "Penne Nere". Il 12 marzo 1937, nel corso della battaglia di Guadalajara, il suo autoblindo Ansaldo Lancia 1ZM venne colpito da una bomba dell'aviazione repubblicana. Liuzzi morì insieme all'autista e fu decorato con la medaglia d'oro al valor militare alla memoria.

## Carriera sportivo
Fu anche uno sportivo essendo stato più volte campione friulano e veneto di atletica.
Nella stagione 1922-1923 fu capitano della squadra di calcio dell'Udinese, con cui disputò 13 gare nel campionato di Prima Divisione.

### Il monumento alla sua memoria
Dopo la guerra, la sua famiglia fece costruire una tomba monumentale nei pressi di Guadalajara lungo la strada di grande comunicazione Madrid-Barcellona, oggi un'autostrada, che Franco ordinò di abbattere nell'estate del 1969, in quanto essendo la Spagna diventata in quel periodo una meta turistica internazionale, con l'arrivo di molti turisti stranieri quel monumento agli occhi di tutto il mondo non era "politicamente corretto".

## Riconoscimenti
Il regime gli dedicò il sommergibile oceanico Console Generale Liuzzi, che diede il nome alla classe Liuzzi.